# Phyllonorycter malayana
Espèce
Phyllonorycter malayana est une espèce asiatique de lépidoptères (papillons) de la famille des Gracillariidae.

## Description
L'imago a une envergure de 6,2 à 6,8 mm.

## Répartition
On trouve Phyllonorycter malayana dans le Pahang, en Malaisie.

## Écologie
Les chenilles consomment les plantes de l'espèce Engelhardia spicata (en). Elles minent les feuilles de leur plante hôte. La mine se présente sous la forme d’une mine elliptique ou oblongue, typiquement tentiforme, située sur le dessus de la feuille, généralement dans la veine de la feuille, l’épiderme supérieur de la partie minière ayant une ride longitudinale au milieu. La nymphose a lieu à l'intérieur de la mine. La chrysalide est entourée d'un cocon ellipsoïdal blanchâtre recouvert de grains d'excréments.